# Готфрид фон Хоенлое-Рьотинген
Готфрид фон Хоенлое-Рьотинген (на немски: Gottfried von Hohenlohe-Röttingen; † 6 август 1290) е граф, господар на Хоенлое-Рьотинген.

## Произход
Той е син на Конрад фон Хоенлое-Рьотинген († 1277) и съпругата му Кунигунда († пр. 1268). Внук е на граф Готфрид I фон Хоенлое-Романя († сл. 1254) и Рихица фон Краутхайм († 1262). Племенник е на Крафт I фон Хоенлое-Вайкерсхайм († 1313). Баща му се жени втори път за Бертилдис/Аделхайд († сл. 1271).
Брат е на Крафт († сл.1287) и Конрад фон Хоенлое († 13 декември сл. 1287).

## Фамилия
Готфрид фон Хоенлое-Рьотинген се жени ок. 1285 г. за Елизабет фон Вертхайм († 6 февруари 1335), дъщеря на граф Попо IV фон Вертхайм († 1283) и Мехтилд фон Епщайн († 1303). Те имат един син, който умира неженен малко след него:
- Конрад фон Хоенлое-Рьотинген († пр. 8 декември 1290)